# 葛溫多
葛溫多（Gwindor）是托爾金（J. R. R. Tolkien）奇幻小說的虛構角色。
葛溫多是高林的兒子，納國斯隆德（Nargothrond）的贵族。他在尼南斯·阿農迪亞德戰役（Nírnaeth Arnoediad）裡登場，親眼目睹身在敵軍的俘虜弟弟吉爾墨（Gelmir）被亂刀在陣前殘殺，他提兵在安佛格利斯（Anfauglith）進擊魔苟斯（Morgoth）大軍。據聞魔苟斯亦震驚於他的怒火，然而，他最終被擒。
十四年後，他逃了出來，營救了圖林·圖倫拔（Túrin Turambar），將他帶到納國斯隆德，葛溫多勸說圖林不應公開跟魔苟斯開戰，圖林不從。葛溫多在淌哈拉德谷戰役（Battle of Tumhalad）裡戰死。